# Édouard Lecompte
Pour les articles homonymes, voir Lecompte.
Édouard Lecompte (1856-1929) est un jésuite et un historien canadien. Son œuvre est en grande partie consacrée à raconter l'histoire des jésuites en terre canadienne. Le littérateur Camille Roy a écrit de lui que dans tous ses ouvrages, le Père Lecompte fait voir un esprit discipliné et délicat. 

## Ouvrages publiés
- Les Jésuites du Canada au XIXe siècle : 1842-1872, 1920.
- Nos Voyageurs, 1920.
- Sir Joseph Dubuc, 1923.
- Une Vierge iroquoise : Catherine Tekakwitha, 1927.
- Les anciennes Missions de la Compagnie de Jésus dans la Nouvelle-France : 1611-1800 .
- Les Missions modernes de la Compagnie de Jésus au Canada : 1842-1924, 1925.
- Monseigneur François de Laval, 1923.